# Mathilde Ahrens
Johanne Friederike Mathilde Ahrens, geborene Brandstrup, auch Ahrends (* 1805 in Braunschweig; † 9. Dezember 1877 in Kassel) war eine deutsche Theaterschauspielerin.

## Leben
Mathilde Ahrens nahm, gegen den Widerstand ihres Vaters, 1827 nach kurzer Vorbereitungszeit ihre Bühnenlaufbahn auf. Mit Unterstützung des Schriftstellers und Theaterregisseurs Klingemann betrat sie als „Zuleima“ in „Pflicht um Pflicht“ erstmals in Magdeburg die Bühne. Sie hatte großen Erfolg und schon ein Jahr später wurde ihr die Genugtuung zuteil, unter großem Beifall am Hoftheater ihrer Vaterstadt gastieren zu können. Sie blieb in Braunschweig 1828 bis 1833 engagiert, wurde 1833 bis 1834 für Bremen und 1834 bis 1845 fürs Hoftheater in Kassel gewonnen, wohin sie 1857 nach einigen Jahren, die sie auf Gastspielen (1846 bis 1851) und in Coburg (1852 bis 1856) zubrachte, wieder zurückkehrte und bis 1860 blieb. Anfang der 1860er Jahre trat sie wohl noch in einigen großen deutschen Städten auf, nahm jedoch kein festes Engagement mehr an und zog sich nach dem Tod ihres Ehemanns, des Porträtmalers Heinrich Ahrens, ganz vom Theater zurück. Sie blieb in Kassel, trat jedoch weder dort noch an einer anderen Bühne jemals wieder auf.